# Alisa Camplin
Alisa Peta Camplin (Melbourne, 10 novembre 1974) è un'ex sciatrice freestyle australiana, specialista dei salti.

## Biografia
In Coppa del Mondo ha esordito il 26 gennaio 1997 a Breckenridge, ha ottenuto il primo podio il 17 marzo 2000 a Livigno (3ª) e la prima vittoria il 12 gennaio 2003 a Mont-Tremblant.
In carriera ha partecipato a due edizioni dei Giochi olimpici invernali, vincendo la medaglia d'oro nei salti Salt Lake City 2002 e quella di bronzo nei salti a Torino 2006, e a tre dei Campionati mondiali, vincendo la medaglia d'oro nei salti a Deer Valley 2003).

## Palmarès

### Olimpiadi
- 2 medaglie:
  - 1 oro (salti a Salt Lake City 2002)
  - 1 bronzo (salti a Torino 2006)

### Mondiali
- 1 medaglia:
  - 1 oro (salti a Deer Valley 2003)

### Coppa del Mondo
- Miglior piazzamento in classifica generale: 4ª nel 2004.
- Vincitrice della Coppa del Mondo di salti nel 2003 e nel 2004.
- 19 podi:
  - 10 vittorie;
  - 5 secondi posti;
  - 4 terzi posti.

#### Coppa del Mondo - vittorie
| Data             | Luogo             | Paese       | Disciplina |
| ---------------- | ----------------- | ----------- | ---------- |
| 12 gennaio 2003  | Mont-Tremblant    | Canada      | AE         |
| 17 gennaio 2003  | Lake Placid       | Stati Uniti | AE         |
| 7 febbraio 2003  | Steamboat Springs | Stati Uniti | AE         |
| 5 dicembre 2003  | Ruka              | Finlandia   | AE         |
| 11 gennaio 2004  | Mont-Tremblant    | Canada      | AE         |
| 18 gennaio 2004  | Lake Placid       | Stati Uniti | AE         |
| 25 gennaio 2003  | Fernie            | Canada      | AE         |
| 31 gennaio 2004  | Deer Valley       | Stati Uniti | AE         |
| 14 febbraio 2004 | Harbin            | Cina        | AE         |
| 10 marzo 2004    | Sauze d'Oulx      | Italia      | AE         |

Legenda:

AE = salti